# 華盛頓州第十國會選區
華盛頓州第十國會選區（英語：Washington's 10th congressional district）是华盛顿州於2012年成立的國會選區。首批候選人角逐競爭2012年美國眾議院選舉，當選者於2013年1月3日就任為第113屆美國國會議員，成為該選區首位眾議員。

## 另見
- 2012年成立的選舉區
  - 佛罗里达州第26国会选区
  - 佛罗里达州第27国会选区
  - 德克薩斯州第33国会选区
  - 德克薩斯州第34国会选区
  - 德克薩斯州第35国会选区
  - 德克薩斯州第36国会选区
  - 喬治亞州第14国会选区
  - 華盛頓州第10国会选区
  - 南卡羅萊納州第7国会选区
  - 猶他州第4国会选区
  - 內華達州第4国会选区
  - 亞利桑那州第9国会选区
- 2012年裁撤的選舉區
  - 紐約州第28国会选区
  - 紐約州第29国会选区
  - 伊利諾州第19国会选区
  - 賓夕凡尼亞州第19国会选区
  - 俄亥俄州第17国会选区
  - 俄亥俄州第18国会选区
  - 密芝根州第15国会选区
  - 新澤西州第13国会选区
  - 麻薩諸塞州第10国会选区
  - 密蘇里州第9国会选区
  - 路易斯安那州第7国会选区
  - 艾奧瓦州第5国会选区